# Anopsicus jeanae
Anopsicus jeanae är en spindelart som först beskrevs av Willis J. Gertsch 1977.  Anopsicus jeanae ingår i släktet Anopsicus och familjen dallerspindlar. Inga underarter finns listade i Catalogue of Life.